# Isländische Badminton-Mannschaftsmeisterschaft 2017
Die Isländische Badminton-Mannschaftsmeisterschaft 2017 fand im Modus „Jeder gegen jeden“ vom 17. bis zum 19. Februar 2017 in Reykjavík statt. Meister wurde das Team von Tennis- og Badmintonfélag Reykjavíkur.

## Endstand
| Platz | Team               | Punkte | Spiele | G | U | V | Spielpunkte |   |    | Sätze |   |    | Bälle |   |      |
| ----- | ------------------ | ------ | ------ | - | - | - | ----------- | - | -- | ----- | - | -- | ----- | - | ---- |
| 1     | TBR-Rokkstjörnur   | 7      | 4      | 3 | 1 | 0 | 23          | - | 9  | 48    | - | 28 | 1467  | - | 1348 |
| 2     | TBR-Veggurinn      | 6      | 4      | 3 | 0 | 1 | 21          | - | 11 | 47    | - | 25 | 1386  | - | 1257 |
| 3     | TBR/ÍA Öllarar     | 4      | 4      | 2 | 0 | 2 | 14          | - | 18 | 31    | - | 42 | 1325  | - | 1334 |
| 4     | Landsbyggðin BH/ÍA | 2      | 4      | 0 | 2 | 2 | 13          | - | 19 | 33    | - | 40 | 1279  | - | 1300 |
| 5     | TBR-Hleðsla        | 1      | 4      | 0 | 1 | 3 | 9           | - | 23 | 25    | - | 49 | 1189  | - | 1407 |